# Bandeira de Assú
A bandeira do Assú é um dos símbolos oficiais do município brasileiro supracitado, localizado no interior do estado do Rio Grande do Norte. Os outros símbolos são o hino e o brasão.

## Descrição
Foi instituída pela Lei Municipal nº 06/69, datada de 10 de outubro de 1969. Seu desenho consiste em um retângulo dividido horizontalmente em três faixas de mesma largura, sendo a superior e inferior verdes e a central branca, representando a exuberância da terra e a paz nela reinante. Ao centro está o brasão do município, tendo acima deste uma estrela, que o caracteriza como a "maior luz do Vale", sendo esta de cor branca, que simbolizava o nascimento do Assu cidade.
A altura da bandeira é superior à largura da faixa central.